# بلمظفر ابن معرف
بلمظفر ابن معرف هو بلمظفر نصر بن محمود بن المعرف: عالم، حكيم، شاعر وطبيب. اشتغل على ابن العين الزربي ولازمه مدة، وقرأ عليه كثيرا من العلوم الحكمية.
كانت له همة عالية في تحصيل الكتب وقراءتها. حتى صار في داره مجلس كبير مشحون بالكتب على رفوف فيه حسب قول الشيخ سديد الدين المنطقي. ومعظم أوقاته شغلها بالكتب قراءة ونسخا. وقد حوت مكتبته ألوفا من الكتب في كل فن وكان فيها، على ما ذكر ابن ابي اصيبعة كتب كثيرة من كتب الطب وغيرها.

## مؤلفاته
له في الطب كتاب مختارات في الطب.